# Michael Möllinger
Michael Möllinger (* 25. Oktober 1980 in Titisee-Neustadt, Deutschland) ist ein ehemaliger deutscher Skispringer, der nach einer Suspendierung durch den Deutschen Skiverband von 2003 bis 2008 für den Schweizer Skiverband startete und die Schweizer Staatsbürgerschaft besitzt. Seinen größten Erfolg feierte er mit dem Gewinn der Schweizer Meisterschaft in den Jahren 2004 und 2005. Seit der Saison 2002/03 nahm er am Skisprung-Weltcup der FIS teil, sein 26. Platz in der Gesamtwertung 2004/05 war seine beste Platzierung in diesem Wettbewerb, bei der Vierschanzentournee erreichte er mit dem 20. Platz im selben Zeitraum ebenfalls seine beste Platzierung.

## Werdegang
Möllinger begann mit dem Skispringen im Alter von fünf Jahren beim SC Hinterzarten. Ab der Saison 1999/00 startete er, mittlerweile Sportsoldat der Bundeswehr, erstmals im Continental Cup. Ab der folgenden Saison kam es auch zu sporadischen Einsätzen im Weltcup. Im Jahr 2003 überwarf sich Möllinger mit dem damaligen Skisprung-Bundestrainer Wolfgang Steiert, der ihn zuvor wegen angeblicher Disziplinprobleme aus dem Kader gestrichen hatte. Möllinger führte dies und die anschließende Suspendierung durch den DSV allerdings auf seine Kritik an den Ernährungsplänen des Trainerstabes zurück. So hatte er zusammen mit Frank Löffler öffentlich Kritik an den Hungermethoden im Skisprungsport geübt, insbesondere an Wolfgang Steiert.
Ab der Saison 2004/05 startete er für den Schweizer Skiverband, nachdem er, unterstützt durch die Nationalität seiner Schweizer Mutter, die Schweizer Staatsbürgerschaft erhalten hatte. Er trainierte beim SC Einsiedeln und konnte in den Jahren 2004 und 2005 die Schweizer Skisprungsmeisterschaft von der Normalschanze gewinnen. Möllinger nahm mit dem Schweizer Team an den Olympischen Winterspielen 2006 in Turin teil. In den Einzelwettbewerben erreichte er sowohl auf der Normal- als auch auf der Großschanze den 13. Platz. Im Mannschaftsspringen von der Großschanze erreichte er zusammen mit Simon Ammann, Guido Landert und Andreas Küttel den 7. Platz. Nach einem Seitenbandriss im Dezember 2007 war sein Knie zu geschädigt, um weiterhin im Leistungssport tätig zu sein. Deshalb verkündete Möllinger am 21. Oktober 2008 seinen Rücktritt.
Im Jahr 2012 begann Möllinger am Monte Kaolino im bayrischen Hirschau mit dem Aufbau eines Fun-Parks zum Themenbereich E-Mobilität, in dem Fahrten mit E-Motorrädern und Segway angeboten werden. Das Amberger Unternehmen PT Pro, bei dem  Möllinger Mit-Geschäftsführer ist, vertreibt E-Fahrzeuge und Touren.

## Erfolge
| WC-Saison | Gestartet für   | WC-Platzierung  | Vierschanzentournee |
| --------- | --------------- | --------------- | ------------------- |
| 2006/07   | Schweiz         | 59.             | 44.                 |
| 2005/06   | Schweiz         | 42.             | 24.                 |
| 2004/05   | Schweiz         | 26.             | 20.                 |
| 2003/04   | nicht gestartet | nicht gestartet | nicht gestartet     |
| 2002/03   | Deutschland     | 71.             | 50.                 |
| 2001/02   | Deutschland     | 65.             |                     |
| 2000/01   | Deutschland     | 51.             |                     |
| 1999/00   | Deutschland     | 69.             |                     |